# Z 9
Z 9 byl osobní nebo lehký užitkový automobil vyráběný v letech 1930–1932 firmou Československá zbrojovka, akciová společnost, Brno. Celkem bylo vyrobeno 850 kusů v osobních a užitkových verzích.

## Historie
Koncem 20. let byl připravován nástupce úspěšného typu Z 18. Měl jím být automobil stejné koncepce, avšak větší a luxusnější. Vůz dostal dvouválcový dvoutaktní motor, konstrukčně odvozený od svého předchůdce, avšak se sáním řízeným rotačním šoupátkem. Dalším zdokonalením vozu bylo standardní vybavení zadní nápravy diferenciálem a bubnovými brzdami na všech kolech. V rámci kooperace s firmou Praga byla značná část vyrobených vozů osazena karosérií limuzína, prakticky shodnou s karosérií vozů Praga Piccolo.
Automobil Z 9 se nestal obchodně příliš úspěšným. Přišel v době začátku hospodářské krize a byl poměrně drahý, těžký a málo výkonný. Během tří let výroby bylo zhotoveno pouze 850 vozů.

## Technické údaje

### Motor a převodovka
Vůz Z 9 pohání řadový, vodou chlazený dvoudobý zážehový dvouválec. Motor má zdvihový objem 993 cm³ (vrtání válců 79,5 mm, zdvih 100 mm) a dosahuje nejvyšší výkon 16,5 kW (22 k) při 2600 ot./min. Přípravu palivové směsi zajišťuje karburátor Zenith 30. Motor je opatřen magnetovým zapalováním Scintilla. Elektrická instalace pracuje s napětím 12 V.
Převodovka vozu je třístupňová se zpátečkou, spojená s motorem přes suchou jednokotoučovou spojku. Tato konstrukce spojky později posloužila při vývoji nového československého traktoru Zetor Z-25.[zdroj?]

### Podvozek a karosérie

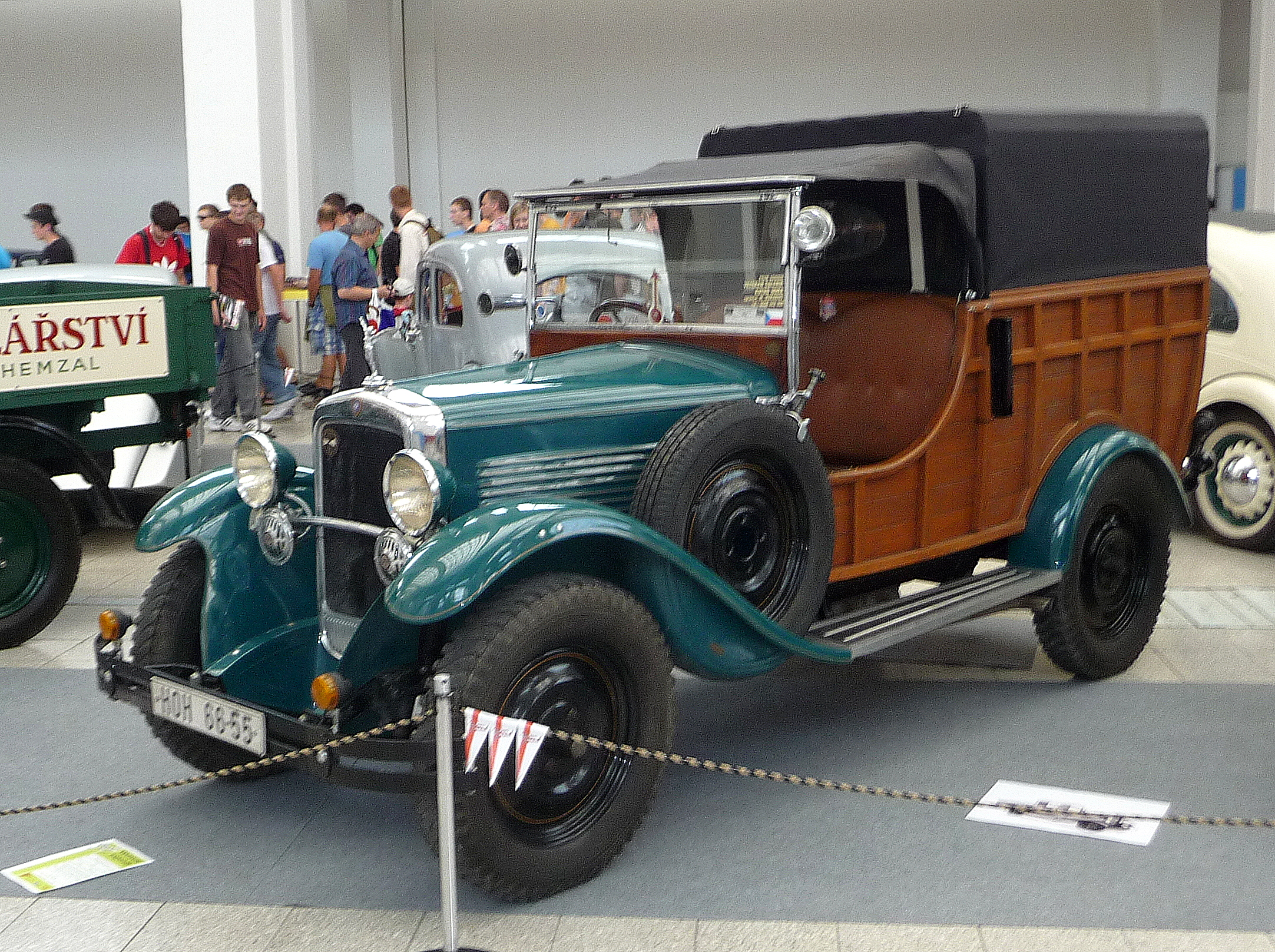
valník karosovaný firmou Reimer z Mariánských Lázní

Základem podvozku je tuhý obdélníkový rám z ocelových profilů. Obě tuhé nápravy jsou zavěšeny na půleliptických listových pérech. Přenos točivého momentu na hnací zadní nápravu zajišťuje hřídel s pružnou spojkou. Zadní náprava je osazena rozvodovkou s kuželovým soukolím a diferenciálem. Obě nápravy jsou vybaveny mechanickými bubnovými brzdami. Kola jsou ocelová disková a opatřená pneumatikami rozměru 4,75 x 18.
Většina vozidel (asi 500 kusů) nesla uzavřenou čtyřdveřovou karosérii, až na malé detaily shodnou s vozem Praga Piccolo. Plechové výlisky byly dodávány firmou Praga. Na podvozky Z 9 byly dále montovány karosérie typu phaeton (čtyřmístná otevřená), čtyřmístný tudor, roadster nebo valník.

### Rozměry a výkony
Všechny údaje dle eurooldtimers.com 
Rozvor: 2650 mm

Rozchod kol: 1180 mm

Délka: 3750 mm

Šířka: 1500 mm

Výška: 1650 mm

Pohotovostní hmotnost: 1050 kg

Celková hmotnost: 1500 kg

Největší rychlost: 65–85 km/h (dle použité karosérie)

Spotřeba: 10,5–12 l/100 km